# Valle Antrona
La Valle Antrona è una delle sette valli che si diramano dalla Val d'Ossola (VCO),  attraversata dal torrente Ovesca: conta complessivamente 1 140 abitanti, distribuiti su una superficie di 141,43 km².

## Geografia

### Il territorio
Il territorio della Valle Antrona è interamente montuoso. L'altitudine  minima è di 450 m s.l.m. e si raggiunge nel comune di Montescheno, lungo il torrente Ovesca; l'altitudine  massima è invece di 3656 m s.l.m. e si raggiunge nel Pizzo d'Andolla, il monte più alto della valle, che si trova al confine tra l'Italia e la Svizzera, interessando i comuni di Antrona Schieranco e di Saas-Almagell.
Parte del suo territorio è tutelato del parco naturale dell'Alta Valle Antrona.

### Monti

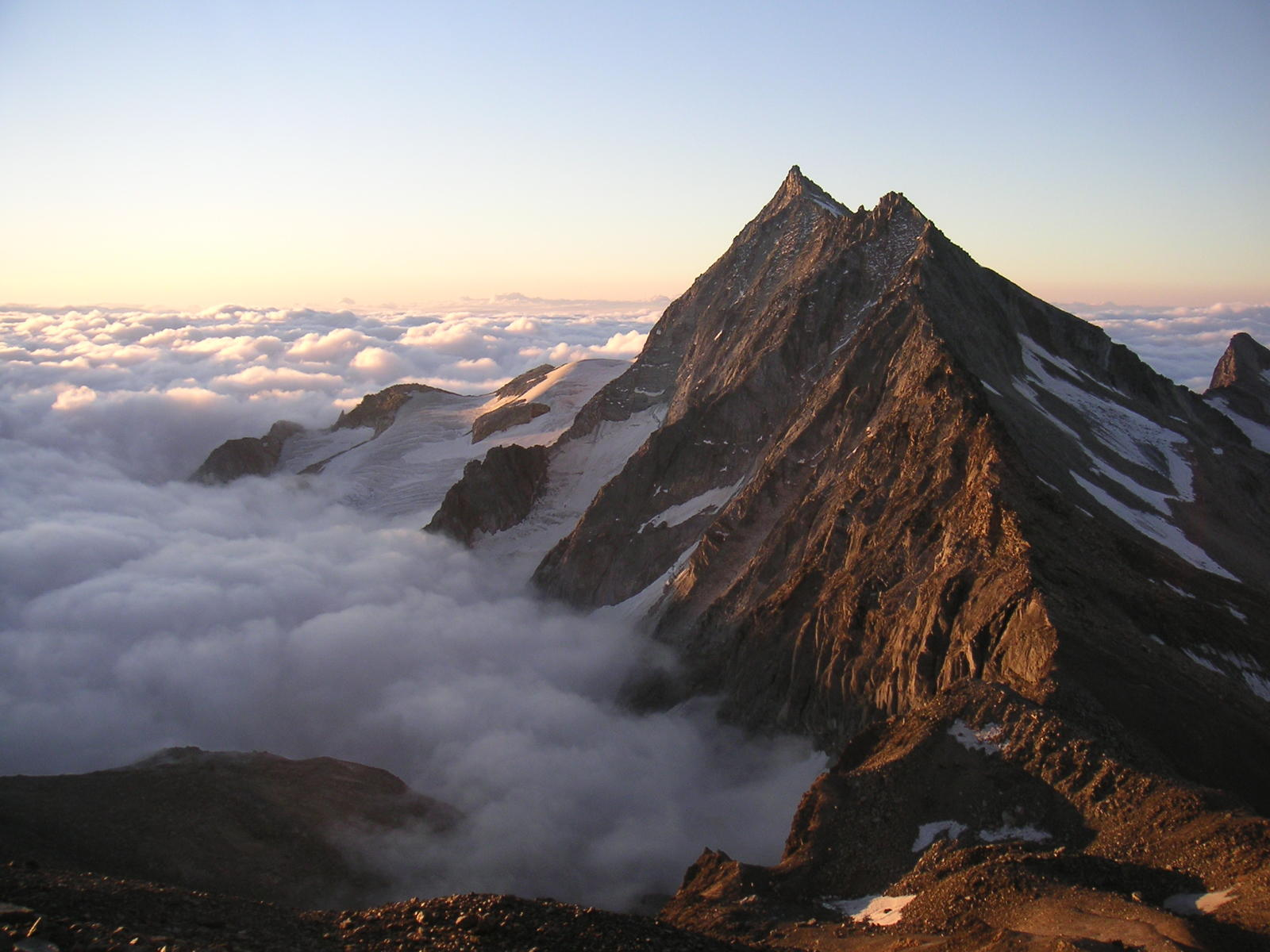
Il Pizzo d'Andolla visto dal Weissmies.

La valle si incunea nelle Alpi Pennine e, più precisamente, nella Catena dell'Andolla.
I monti principali che contornano la valle sono:
- Pizzo d'Andolla - 3.656 m
- Pizzo Bottarello o Sonnighorn - 3.487 m
- Pizzo Loranco o Mittelruk - 3.362 m
- Pizzo Scarone - 3.341 m
- Jazzihorn o Pizzo Cingino Nord - 3.226 m
- Punta di Saas o Latelhorn - 3.200 m
- Punta Laugera - 2.995 m
- Punta della Rossa - 2.911 m
- Punta Turiggia - 2.811 m
- Pizzo San Martino - 2.733 m
- Pizzo Montalto - 2.705 m
- Pizzo del Ton - 2.675 m
- Pizzo Ciapè - 2.394 m

### Valichi
- Passo di Antrona o Passo di Saas (2.839 m) - verso la vallata svizzera di Saastal.
- Passo di Cingino o Jazziluke (3.080 m) - verso la vallata svizzera di Ofental.
- Passo di Antigine o Ofentalpass (2.833 m) - verso la vallata svizzera di Ofental.

### Idrografia

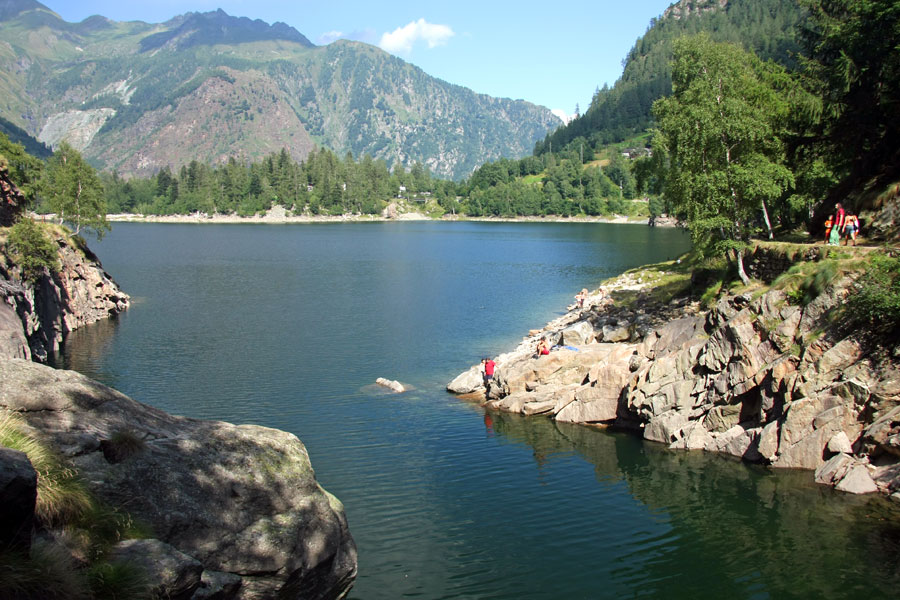
Il Lago d'Antrona.

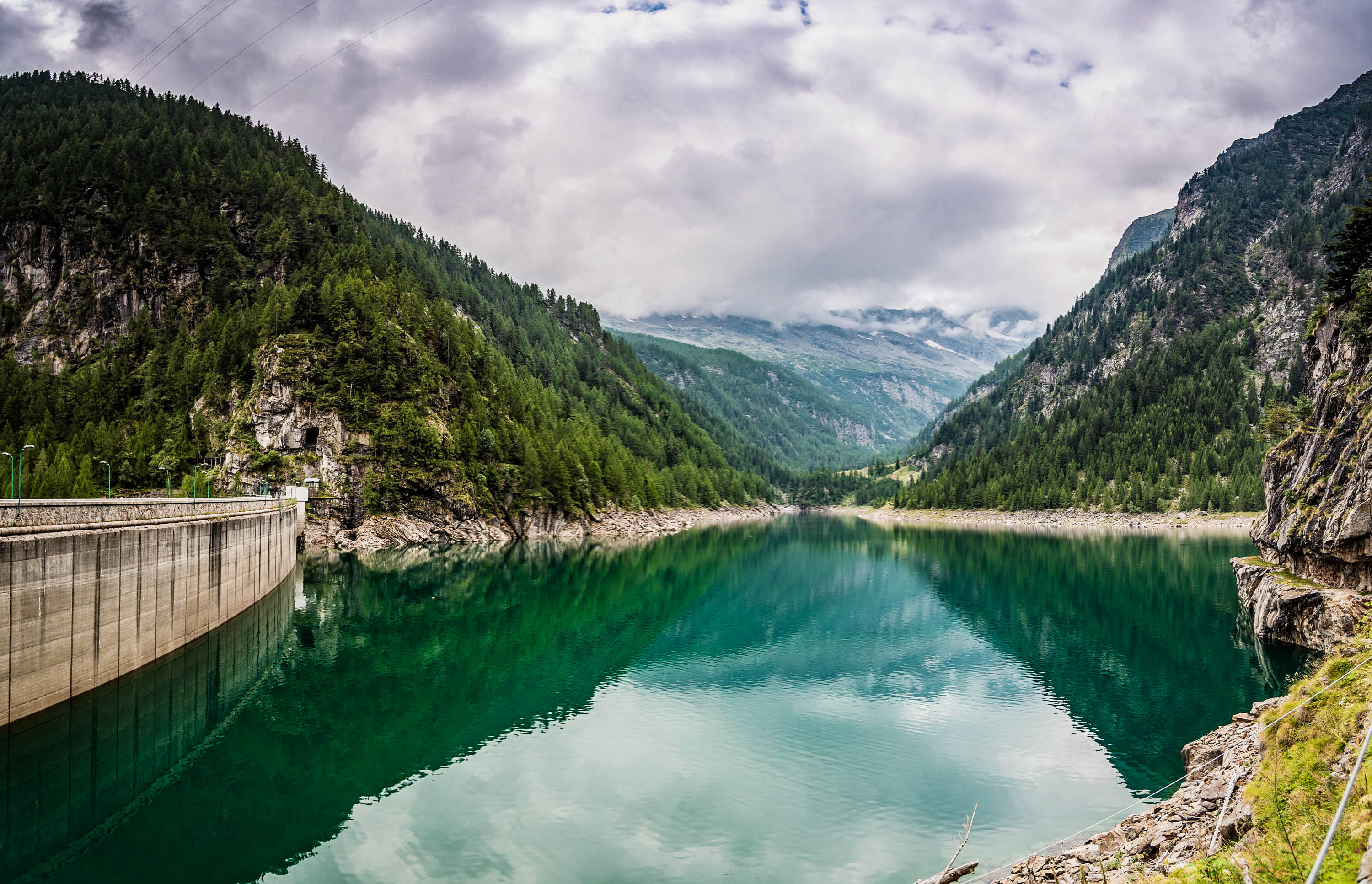
Lago di Campliccioli.

L'acqua in Valle Antrona è una risorsa di notevole rilievo; torrenti e laghetti non mancano alla vallata.
Il torrente Ovesca è il maggior corso d'acqua della valle e la percorre interamente. Il torrente è l'emissario del Lago d'Antrona, specchio d'acqua che si formò in maniera naturale in seguito ad una frana avvenuta nel 1642. Oggi il laghetto costituisce un bacino idroelettrico, frequentato da numerosi turisti durante i fine settimana estivi. Il Lago di Antrona è ingrossato da molti immissari ricchi d'acqua, il principale dei quali è il Troncone, che nasce ai piedi del Pizzo d'Antigine. Poco prima di confluire nel Lago di Antrona, le acque del Troncone vengono imbrigliate in una diga e danno origine al lago artificiale di Campliccioli. Altro bacino artificiale è il Lago Cingino, situato a 2262 m s.l.m., il cui emissario confluisce nel Troncone poco lontano dalla sorgente. Caratteristico e straordinario lo spettacolo offerto dagli stambecchi della zona che si arrampicano come dei veri acrobati sul muro pressoché verticale della diga per cibarsi del muschio e dell'erba che vi cresce e soprattutto per leccare i sali (salnitro) che vi si depositano.

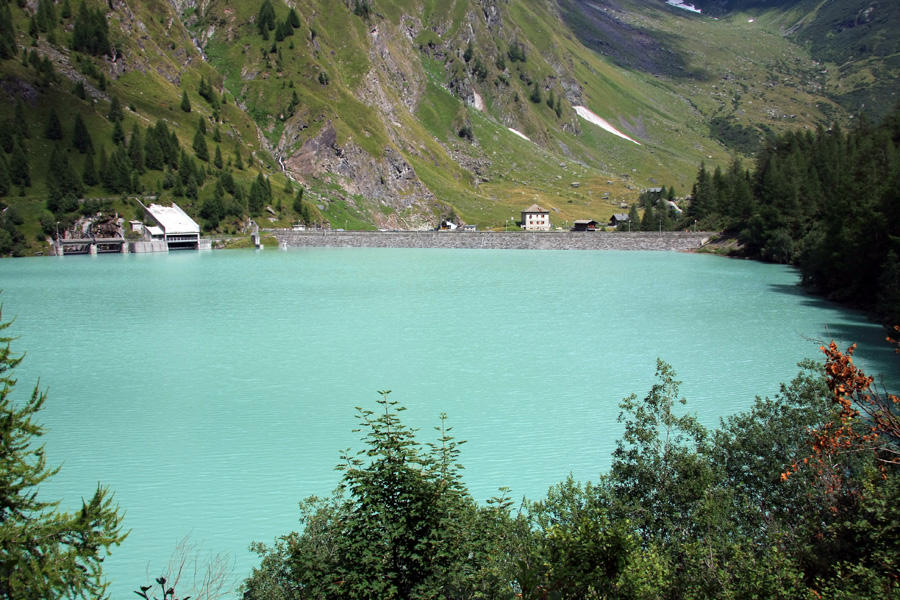
Il Lago Alpe dei Cavalli, o lago di Cheggio, è il più vasto della Valle Antrona.

Oltre che dal Troncone, il Lago di Campliccioli è alimentato pure dall'emisario del Lago Camposecco, altro bacino artificiale sfruttato per la produzione di energia idroelettrica. Superata la diga di Campliccioli, il Troncone scende velocemente al Lago di Antrona, il cui emissario, come detto, è l'Ovesca.
Il torrente Ovesca raggiunge quindi Antronapiana, dove riceve da sinistra uno dei suoi maggiori tributari: il torrente Loranco, che nasce ai piedi del Pizzo d'Andolla e, in prossimità dell'Alpe Cheggio, viene imbrigliato da una diga a formare il Lago Alpe dei Cavalli (o Lago di Cheggio), che è lo specchio d'acqua più ampio della Valle Antrona, anch'esso sfruttato per produrre energia idroelettrica. Superata la diga, il Loranco attraversa i pascoli dell'Alpe Cheggio e dell'Alpe di Campo, raggiungendo infine Antronapiana. L'Ovesca, dopo aver ricevuto il Loranco prosegue percorrendo la vallata, ricevendo vari affluenti da entrambi i versanti. A valle di Montescheno riceve il suo maggior affluente: il torrente Brevettola, che nasce alle pendici del Pizzo San Martino per scendere poi a lambire le frazioni di Montescheno.
L'Ovesca lascia quindi la Valle Antrona e scende in Val d'Ossola, dove confluisce nel Toce dopo aver attraversato Villadossola.

### Clima
Il clima della Valle Antrona è tipicamente alpino, con inverni lunghi, rigidi e nevosi, ed estati fresche e piovose. Le precipitazioni sono abbondanti e infatti la valle, come tutta l'Ossola, è una delle aree più piovose d'Italia; tuttavia le piogge presentano una maggior frequenza in autunno, specie in ottobre, causando spesso anche gravi problemi quali tracimazioni di torrenti e frane. La neve ricopre per un lungo periodo le principali vette della valle e nei mesi più rigidi scende sovente anche nel fondovalle. Le vette più alte presentano pure alcuni piccoli ghiacciai perenni. In inverno i bacini della valle sono spesso coperti da uno spesso strato di ghiaccio che si scioglie soltanto a primavera inoltrata.

## Monumenti e luoghi d'interesse
L'imbocco della Valle Antrona si trova a Villadossola, ma si può dire che la vera e propria valle inizi nel territorio di Montescheno. Questo comune è un agglomerato di frazioni, adagiato tra frutteti, pascoli e boschi di castagni. Il primo abitato che si incontra è Cresti, sede del comune, e che conserva pure la Parrocchiale dei Santi Giovanni Battista e Carlo, da cui ogni anno parte una delle processioni più belle delle Alpi: l'Autani dei sette fratelli. Da Cresti una strada secondaria conduce a Sasso, Barbuniga, Vallemiola, Valleggia e Zonca. Vallemiola si trova ben esposta al sole, e conserva l'Oratorio della Madonna delle Grazie, e due antichi grandi torchi per la produzione del vino. Uno dei due torchi è stato recentemente restaurato.
A Valleggia, si trovano un antico torchio ed un tipico forno frazionale per la produzione del pane. Anche a Barbuniga, si trova un torchio, ancora in ottime condizioni, costruito nel 1745, e non più in funzione dal 1980. A Barbuniga si trova anche un tipico forno per la produzione del pane, e prima della Seconda guerra mondiale, vi era anche un grande alambicco frazionale per la produzione di grappa, di cui oggi non resta più traccia. La frazione di Zonca si raggiunge solamente a piedi, ed al suo interno conserva due torchi e due forni frazionali.
Oltrepassato Montescheno ci si addentra nell'ex-comune di Seppiana (ora confluito nel nuovo centro denominato Borgomezzavalle), che in un tempo passato era la sola sede parrocchiale di tutta la valle. Nel centro del paese si trova l'antica chiesa parrocchiale di Sant'Ambrogio, dell'XI secolo. Il centro di Seppiana ospita pure un paio di antichi edifici con affreschi, ed un interessante portale ad arco. In località le Selve si trova poi un crocefisso del XII secolo, mentre in località San Rocco si trova il seicentesco oratorio.
L'abitato successivo a Seppiana è Viganella (anch'esso confluito in Borgomezzavalle), sede della ex-Comunità Montana Valle Antrona. Data la scarsa insolazione di Viganella (nei mesi invernali) è stato sviluppato un progetto molto interessante che ha permesso l'installazione sul monte antistante il paese (a circa 870 m di distanza e 480 di dislivello) di uno specchio di ben 40 m² che riflette il sole nella piazza del paese dando luce per parecchie ore al giorno. Il centro di Viganella ospita la parrocchiale della Natività di Maria Vergine, del XVI secolo, ed alcuni antichi edifici di interessante architettura. In tutto il territorio comunale si trovano poi numerose cappelle ed alcuni oratori, tra i quali spiccano i seicenteschi edifici di San Domenico e San Giulio.

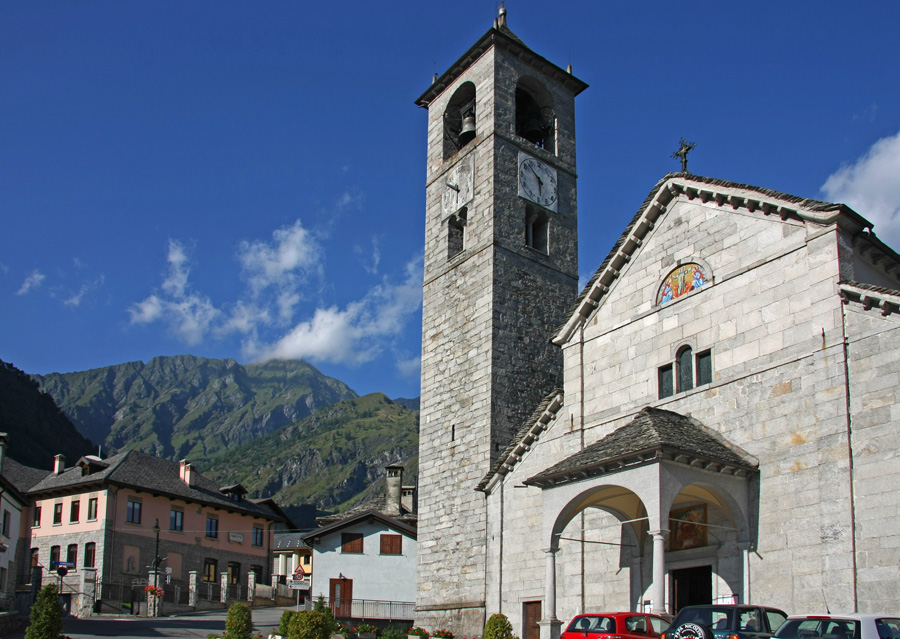
Parrocchiale di San Lorenzo ad Antronapiana

Superata Viganella, ecco che ci si addentra ad Antrona Schieranco, altro comune formato da un agglomerato di frazioni e località, esse sono: San Pietro, Prabernardo (Inferiore e Superiore), Schieranco, Madonna, Locasca, Rovesca, Antronapiana, Antrona Lago, Cheggio, Ronco, Arvina, Cimallegra.
Superato San Pietro, con l'omonima chiesa, si raggiunge Prabernardo, dove una deviazione conduce a Schieranco. Proseguendo sulla via principale si incontrano Madonna, con la sua cinquecentesca chiesa della Beata Vergine del Carmine; Locasca, con la chiesa di San Francesco e della Madonna della Neve (XVII secolo) e Rovesca, con il cinquecentesco oratorio di San Gottardo. Superate queste frazioni si raggiunge Antronapiana, sede del comune di Antrona Schieranco, e capoluogo della Valle Antrona. In questa frazione si trovano la duecentesca parrocchiale di San Lorenzo ed i seicenteschi oratori di Sant'Anna e della Beata Vergine della Neve. Da Antronapiana si può salire a Cheggio, che ospita il secentesco Oratorio di San Bernardo. Inoltre, in inverno, in questa località è possibile sciare grazie alla presenza di una sciovia e di un tapis roulant. Cheggio è considerato una delle più belle località della Valle Antrona, con una meravigliosa vista su vette di 3000 e 4000 m s.l.m.

## Economia
Il turismo è alla base dell'economia della vallata, ma le maggiori opportunità lavorative si trovano a fondovalle, nel comune di Villadossola. Nel passato l'attività mineraria ha giocato un ruolo di primaria importanza: dal 1736 al 1936, nel comune di Antrona Schieranco sono state attive miniere d'oro e dal 1922 al 1960 miniere di mica. Rimangono inoltre testimonianze dell'intensa attività di lavorazione del legno. Con gli inizi del Novecento è iniziato lo sfruttamento dei bacini imbriferi e sono ancora attivi i serbatoi (artificiali e naturali) per lo sfruttamento dell'energia idroelettrica, tra cui il Lago di Antrona, che diviene anche meta turistica nel periodo estivo.

## Demografia dei Comuni

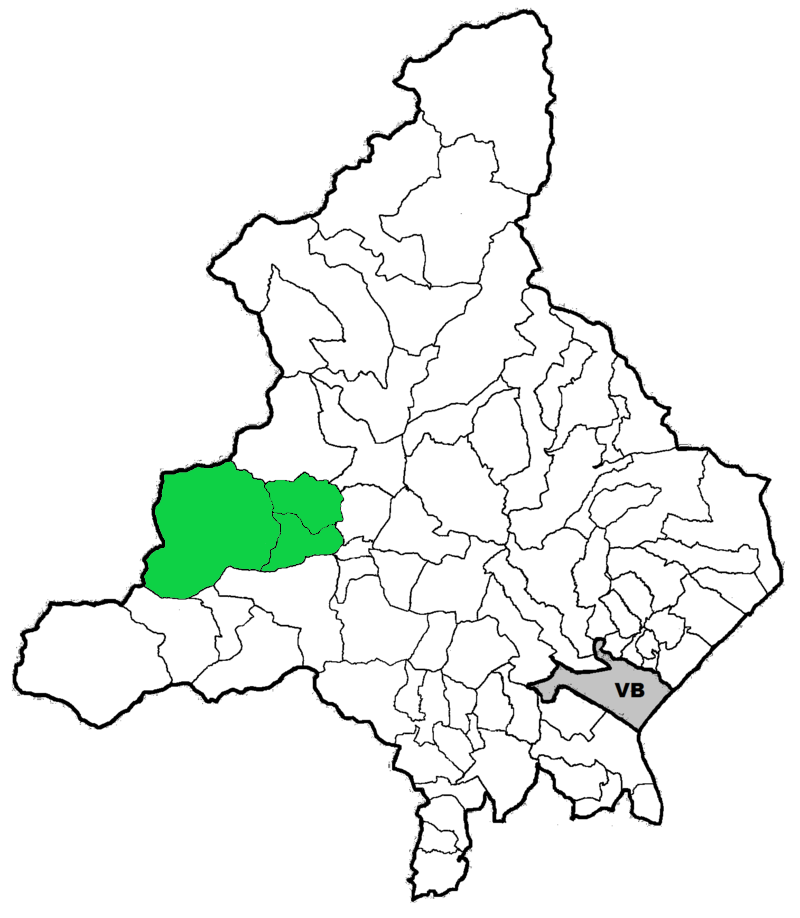
La Valle Antrona (in verde) nel VCO

Nel dettaglio fanno parte della Valle Antrona i seguenti 3 comuni (Popolazione residente al 30 novembre 2021 - Dato Istat): 
| Posizione    | Stemma | Città              | Popolazione (ab) | Superficie (km²) | Densità (ab/km²) | Altitudine (m s.l.m.) | Altitudine Minima (m s.l.m.) | Altitudine Massima (m s.l.m.) |
| ------------ | ------ | ------------------ | ---------------- | ---------------- | ---------------- | --------------------- | ---------------------------- | ----------------------------- |
| 1º           |        | Antrona Schieranco | 402              | 100,18           | 4,01             | 902                   | 590                          | 3513                          |
| 2º           |        | Montescheno        | 383              | 22,17            | 17,3             | 512                   | 372                          | 2399                          |
| 3º           |        | Borgomezzavalle    | 293              | 19,08            | 15,4             | 582                   | 389                          | 2261                          |
| Totale Valle | –      | –                  | 1078             | 141,43           | 7,6              | -                     | 372                          | 3513                          |